# Berezówka (obwód lwowski)
Berezówka, Laszków (ukr. Березівка, Bereziwka) – wieś na Ukrainie, w obwodzie lwowskim, w rejonie szeptyckim. W 2021 r. mieszkańców było 544, w tym 103 dzieci.
Została założona w 1505 roku. W XVIII wieku wraz z wójtostwem należała do starostwa szczurowickiego. W II Rzeczypospolitej miejscowość była siedzibą gminy wiejskiej Laszków w powiecie radziechowskim, w województwie tarnopolskim.
Do 2020 w rejonie radziechowskim.
W 1911 roku we wsi urodziła się Wanda Sarnowska.